# Bustul dr. Alexandru Obregia
Bustul dr. Alexandru Obregia este realizat de sculptorul român Frederic Storck și este instalat în parcul din fața pavilionului central al Spitalului Clinic de Psihiatrie „Profesor Doctor Alexandru Obregia”, din șoseaua Berceni nr. 10, sector 4, București, înființat și condus de Alexandru Obregia, în calitate de „director superior tehnic și administrativ al Spitalului Central”, funcție în care a fost numit prin înalt Decret Regal.
Bustul a fost turnat în bronz, în 1935, la renumita turnătorie V. V. Rășcanu din București, care a executat numeroase lucrări ale marilor artiști români din perioada interbelică. Pe soclul bustului a fost inscripționată o informație care reprezintă realitatea istorică a ctitoriei:
| PROFESOR Dr. AL. OBREGIA ÎNTEMEIETORUL SPITALULUI CENTRAL 1860-1937 |

Dezvelirea bustului, în fața pavilionului central, a avut loc la 22 iunie 1935. Reuniunea solemnă cu prilejul acestui eveniment a fost prezidată de dr. Ion Costinescu, ministrul sănătății în Guvernul Gheorghe Tătărăscu (2), și a mobilizat o serie de personalități științifice, culturale și politice ale timpului, printre acestea aflându-se profesorii Bălăcescu, Angelescu, Tomescu, Marius Georgescu, Demetru Paulian, Titu Gane, Nicolae Hortolomei, Iacob Iacobovici, Marius Nasta.
Bustul este declarat monument istoric, cu cod LMI B-III-m-B-19959.

Detaliu cu inscripția de pe soclul bustului
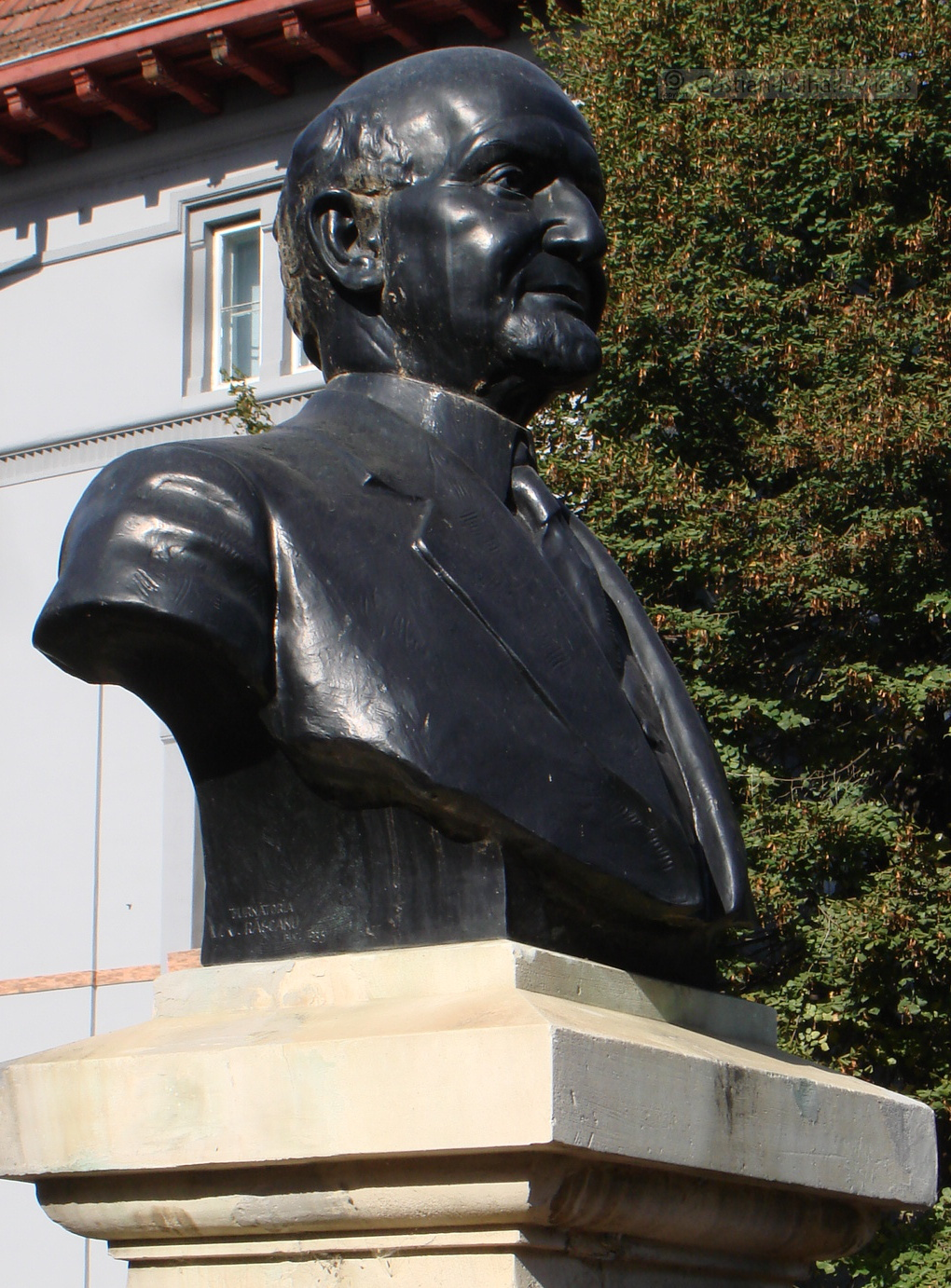
Semiprofil dreapta. Se vede marca turnătoriei
Vedere din față
Detaliu cu semnătura sculptorului Frederic Storck, pe partea stângă a bustului